# Niels Eje
Niels Eje (født 1954 i København) er en dansk musiker og komponist. Han spiller primært klassisk musik på obo. Han spiller med i Trio Rococo sammen med Inge Mulvad Eje (cello) og Berit Spælling (harpe).
Niels er storebror til entertaineren Thomas Eje.
Niels Eje har bl.a. udgivet CD-serien MusiCure, med musikken fra et forskningsprojekt med specialkomponeret musik, der skulle give afspænding og afstressning for patienter indlagt udvalgte nordiske sygehuse. 